# انستیتو لومیر

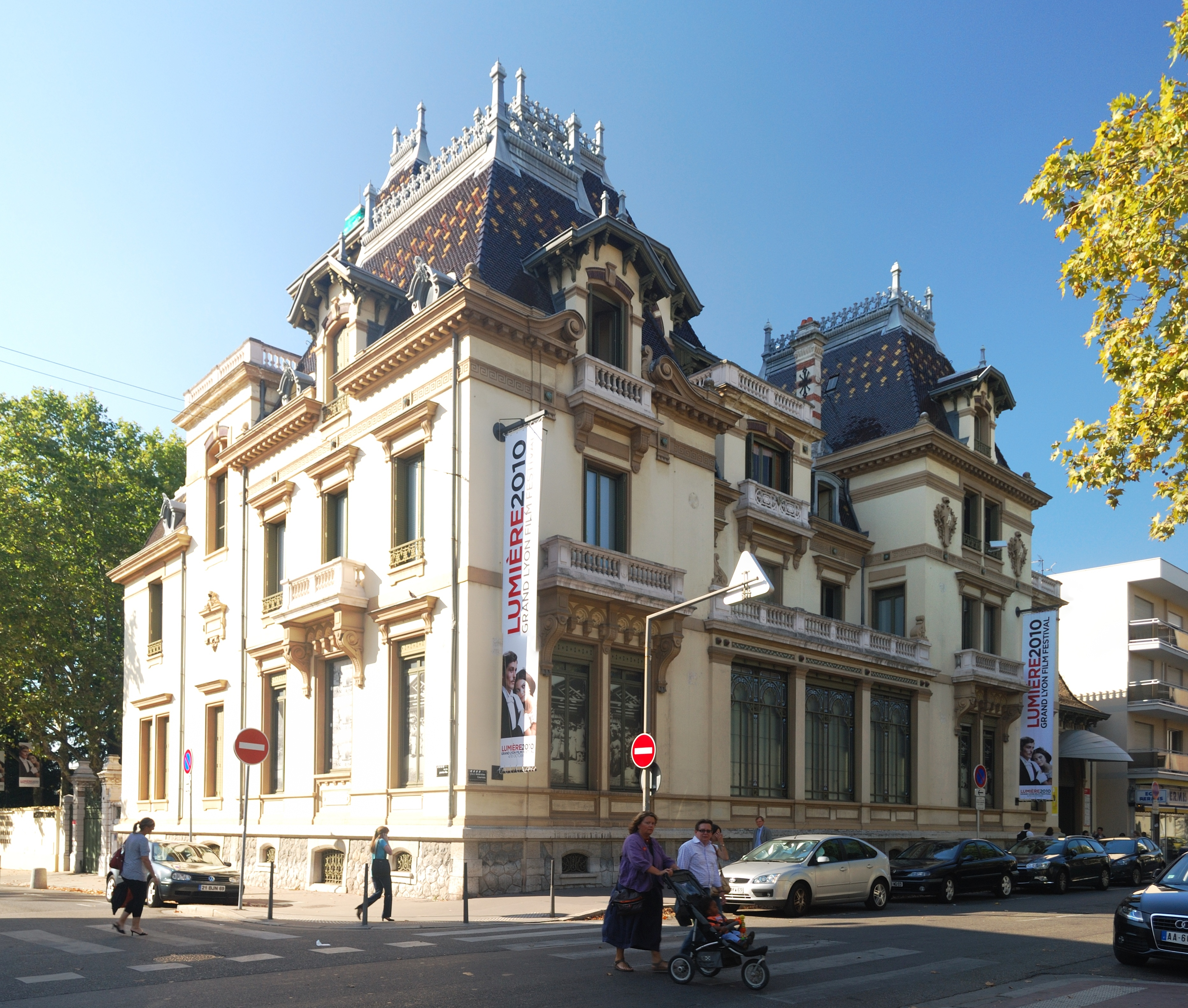
نمای انستیتو لومیر در لیون

انستیتو لومیر (فرانسوی: Institut Lumière‎)؛ یک سازمان فرانسوی واقع در شهر لیون به منظور ترویج و ارتقاء جنبه‌های گوناگون فیلم‌سازی در آن کشور و مرکزی برای تاریخ و حفظ آثار سینمای فرانسه می‌باشد. مؤسسه لومیر، شامل موزه‌ای است از آنچه توسط آگوست و لویی لومیر - مخترعان سینماتوگراف و پدران سینما - ساخته شده است. برادرانی که نام‌خانوادگی آن‌ها «لومیر» به معنای نور می‌باشد و سینما را به معنایی که امروز می‌شناسیم، اختراع کردند.
این نهاد در سال ۱۹۸۲ میلادی توسط برنارد شاردر و موریس تراریو-لومیر، نوهٔ لویی لومیر، تأسیس شد. برتران تاورنیه ریاست آن را عهده‌دار است. این موزه در مسکنی متعلق به خاندان لومیر واقع است.
فیلم کارگران در حال خروج از کارخانه لومیر، از نخستین تصاویر متحرک ساخته شده؛ در مجاورت بنای انستیتو، فیلمبرداری شده است.

## نگارخانه

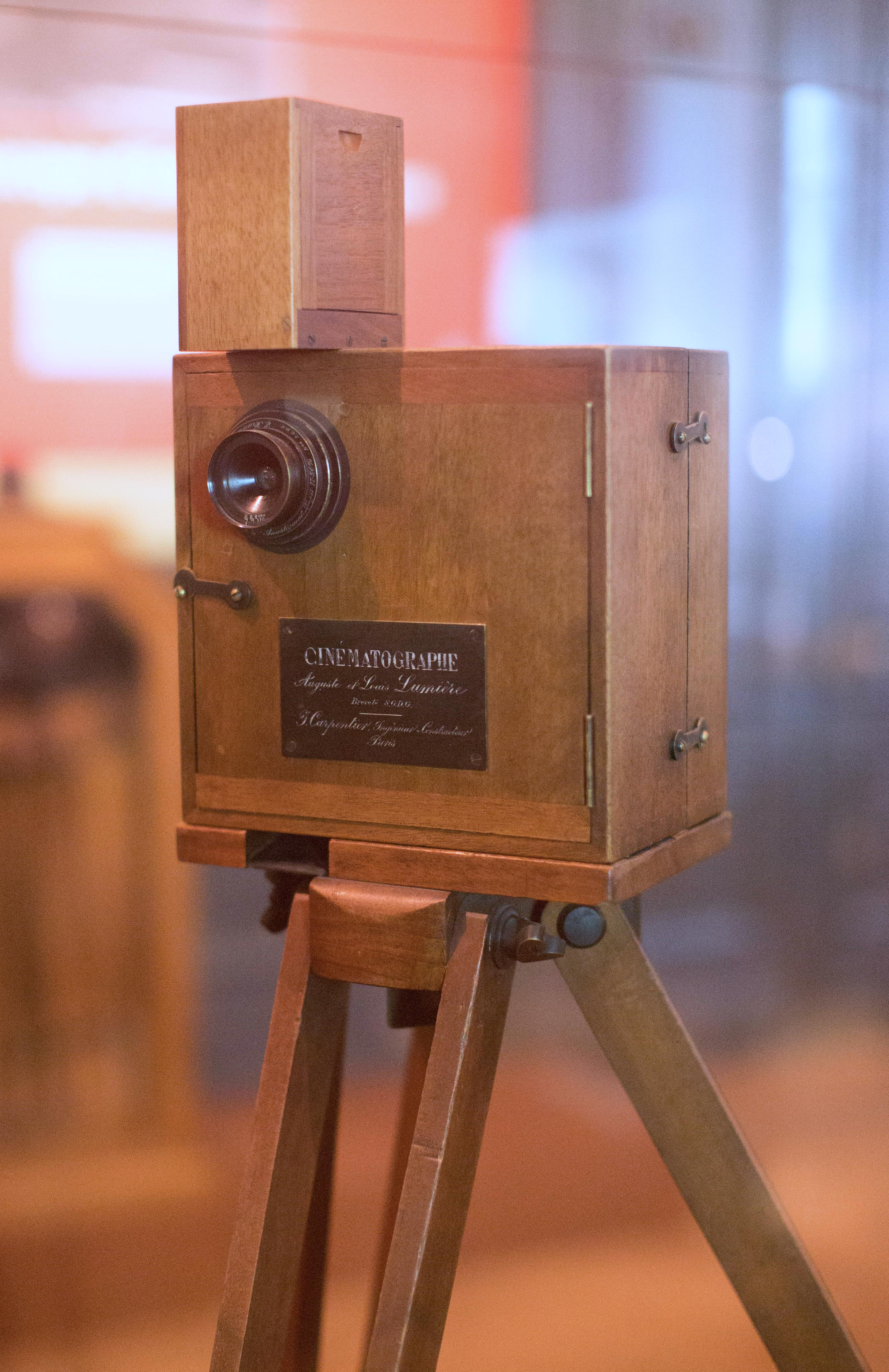
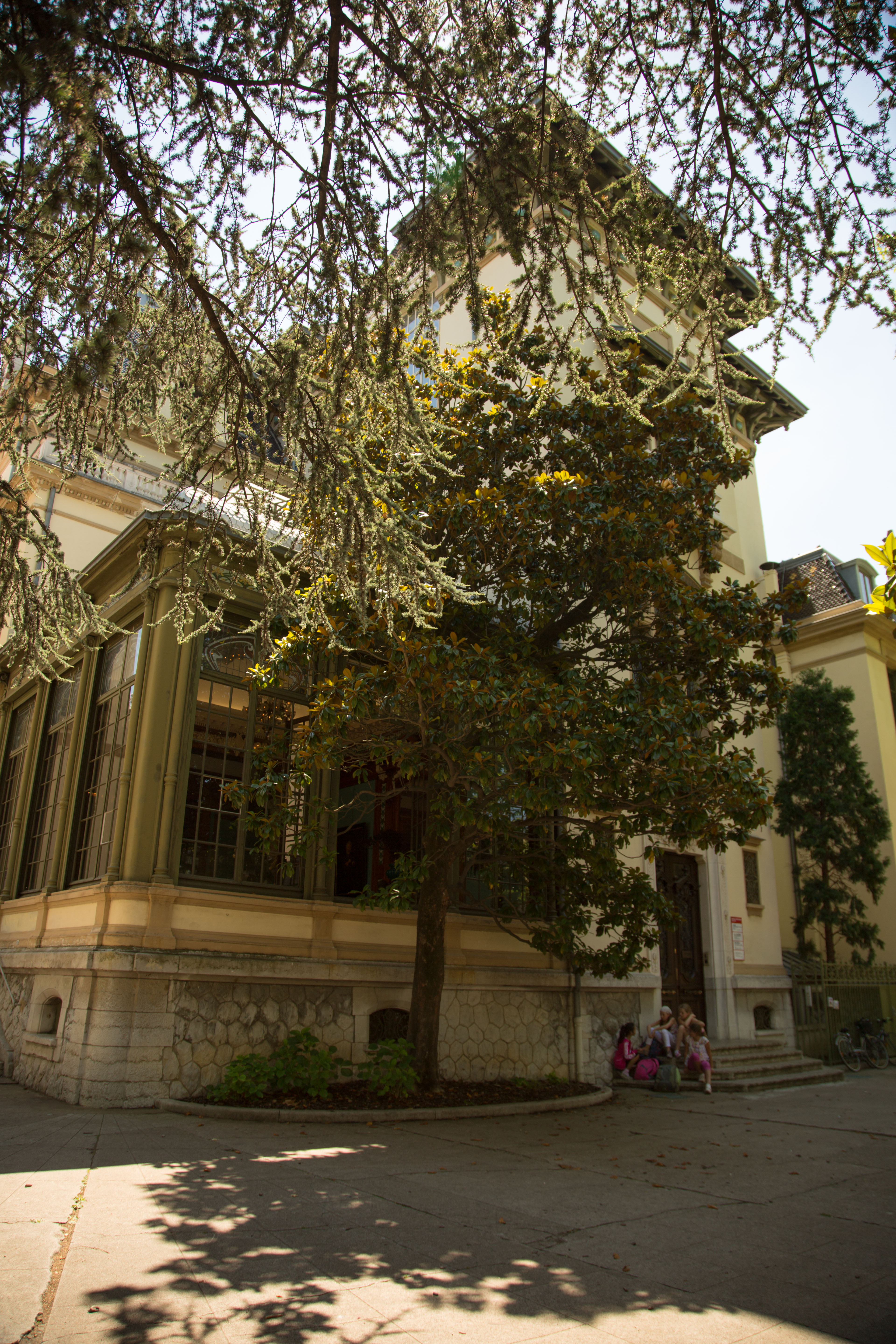
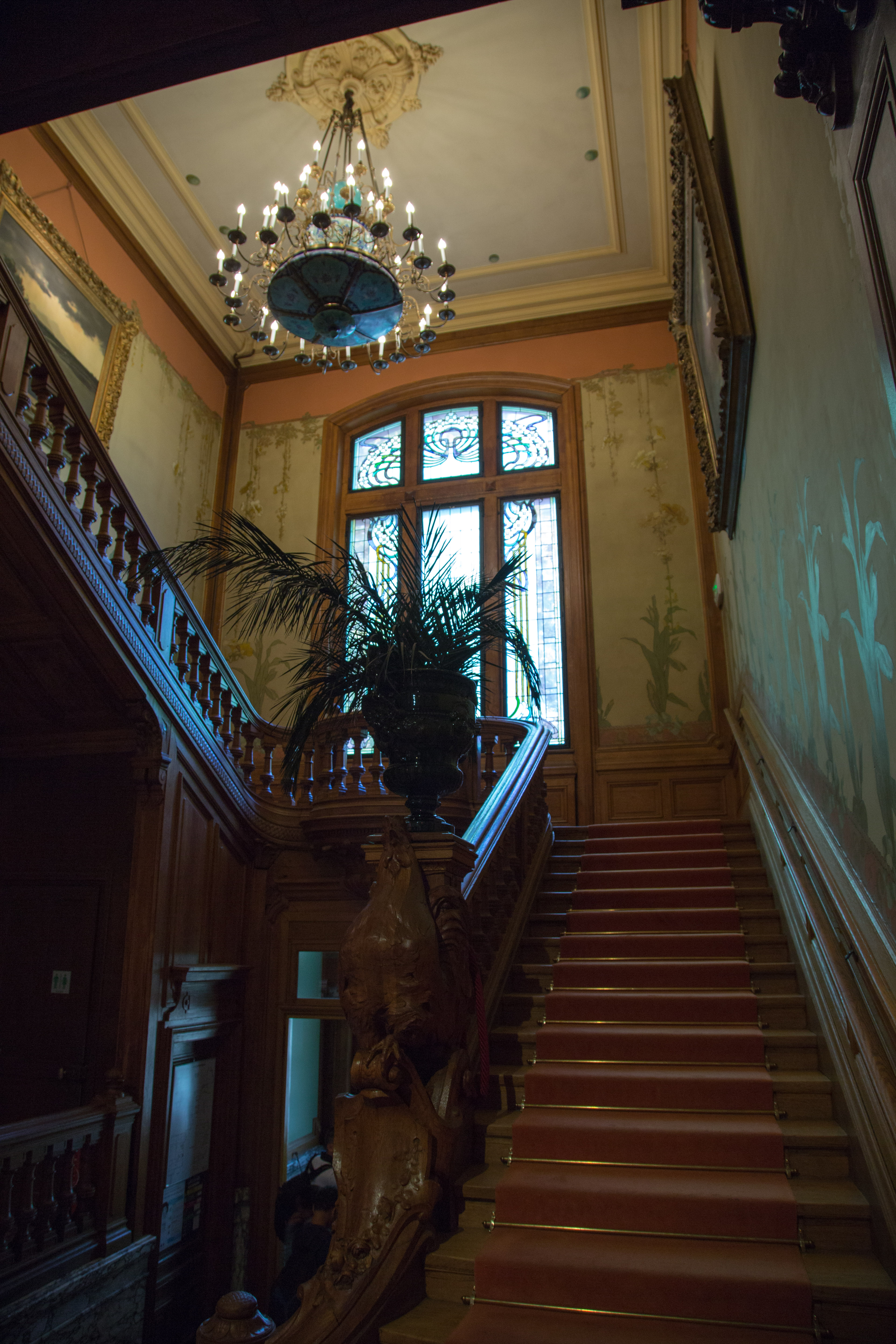
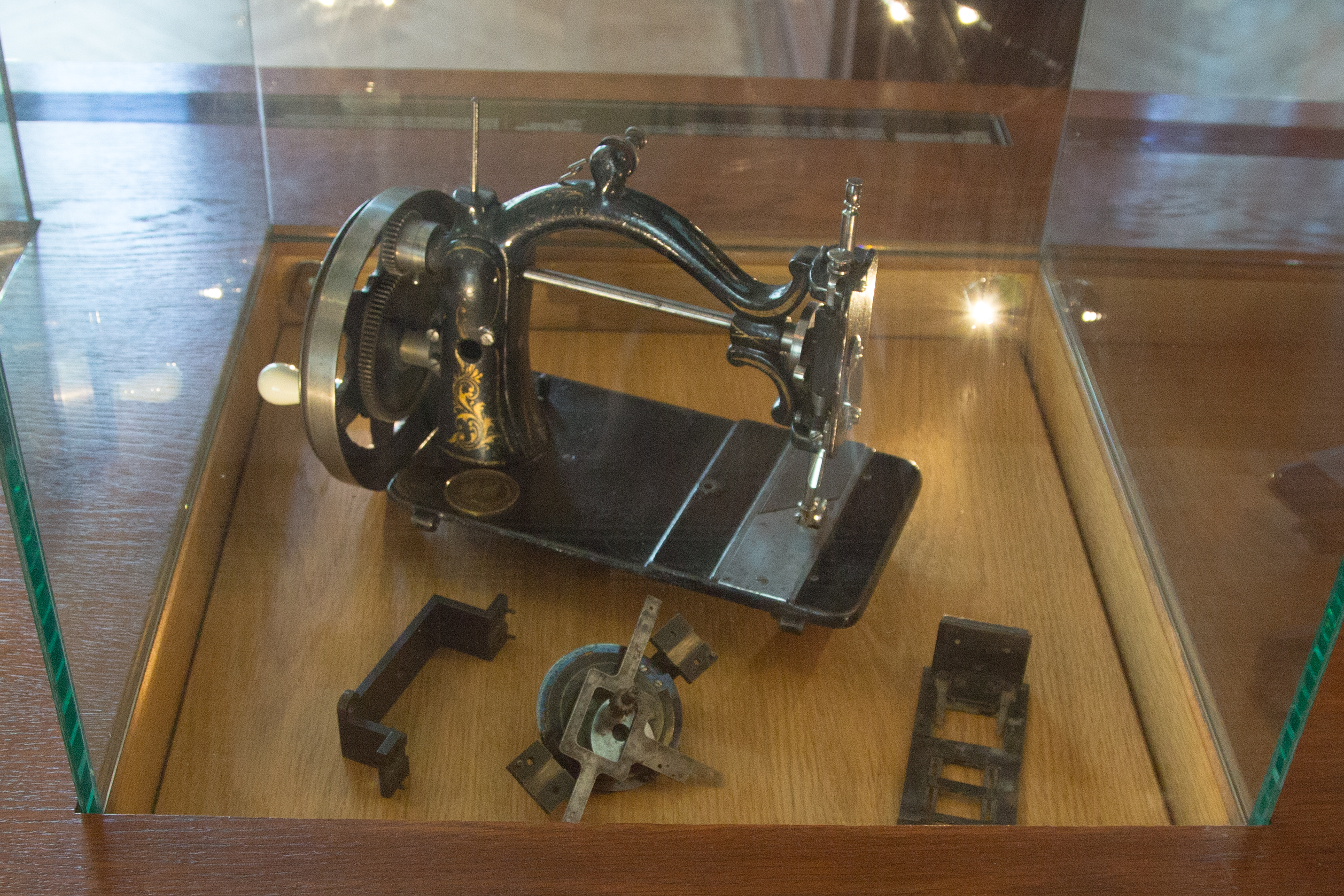
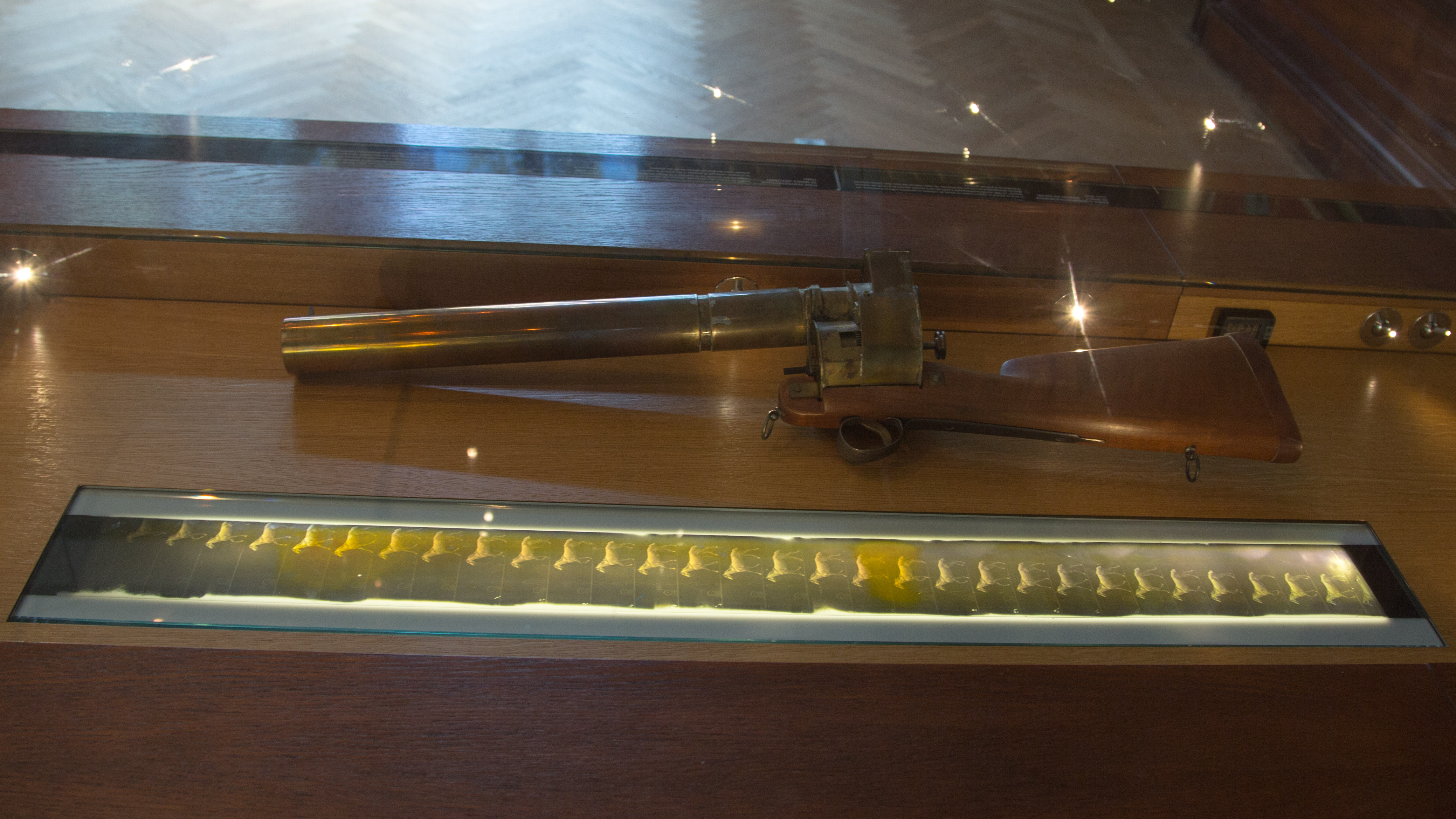
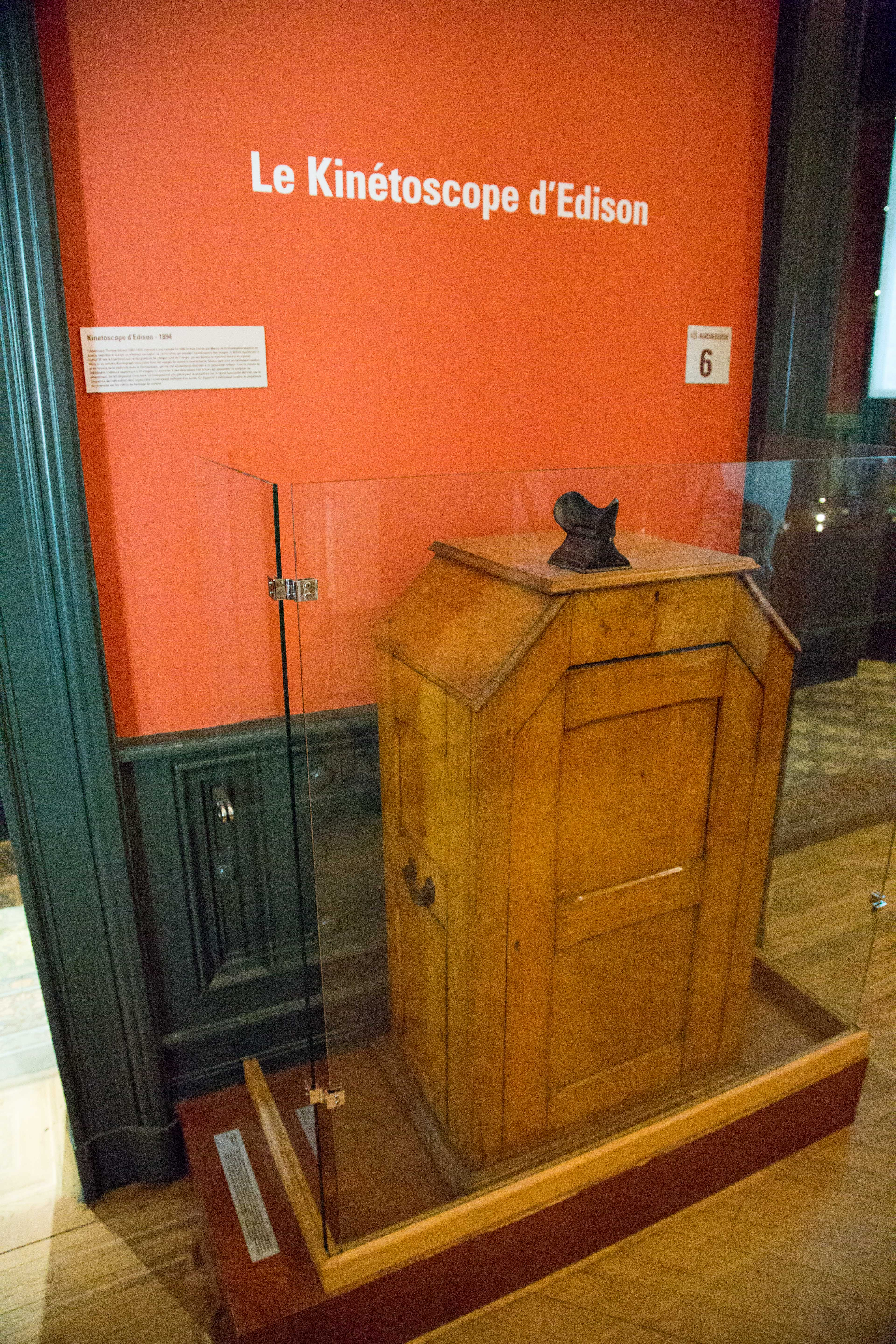
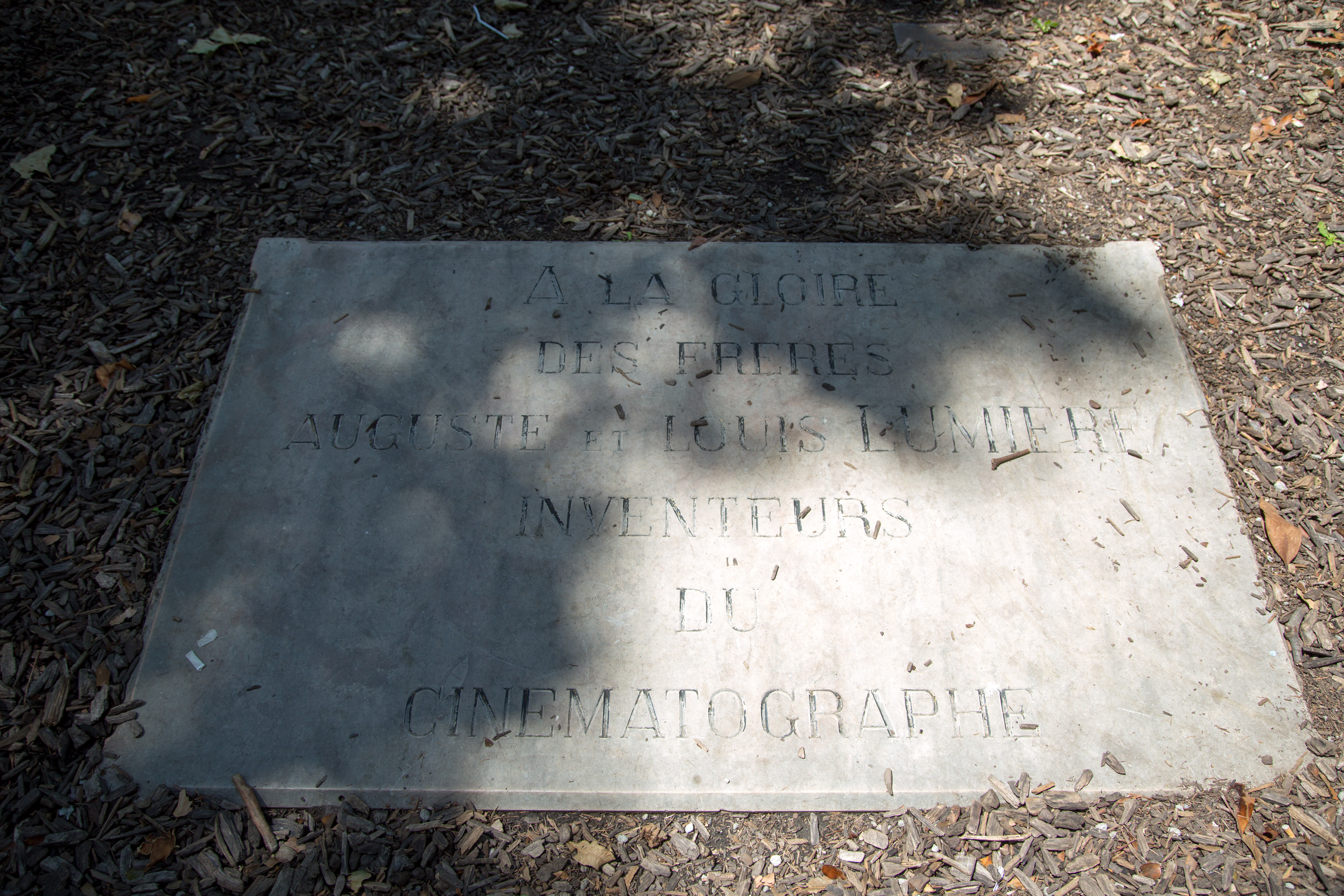
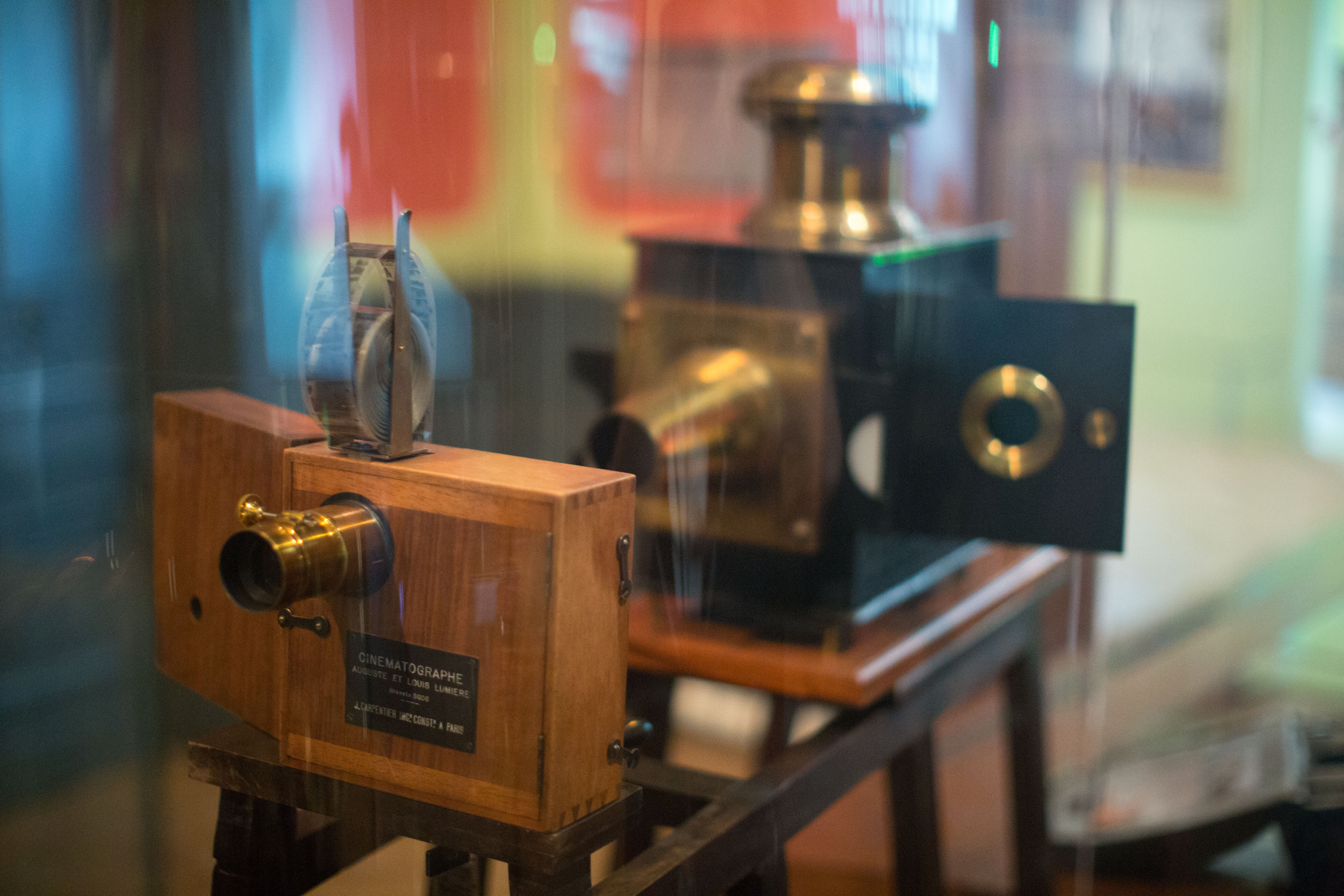
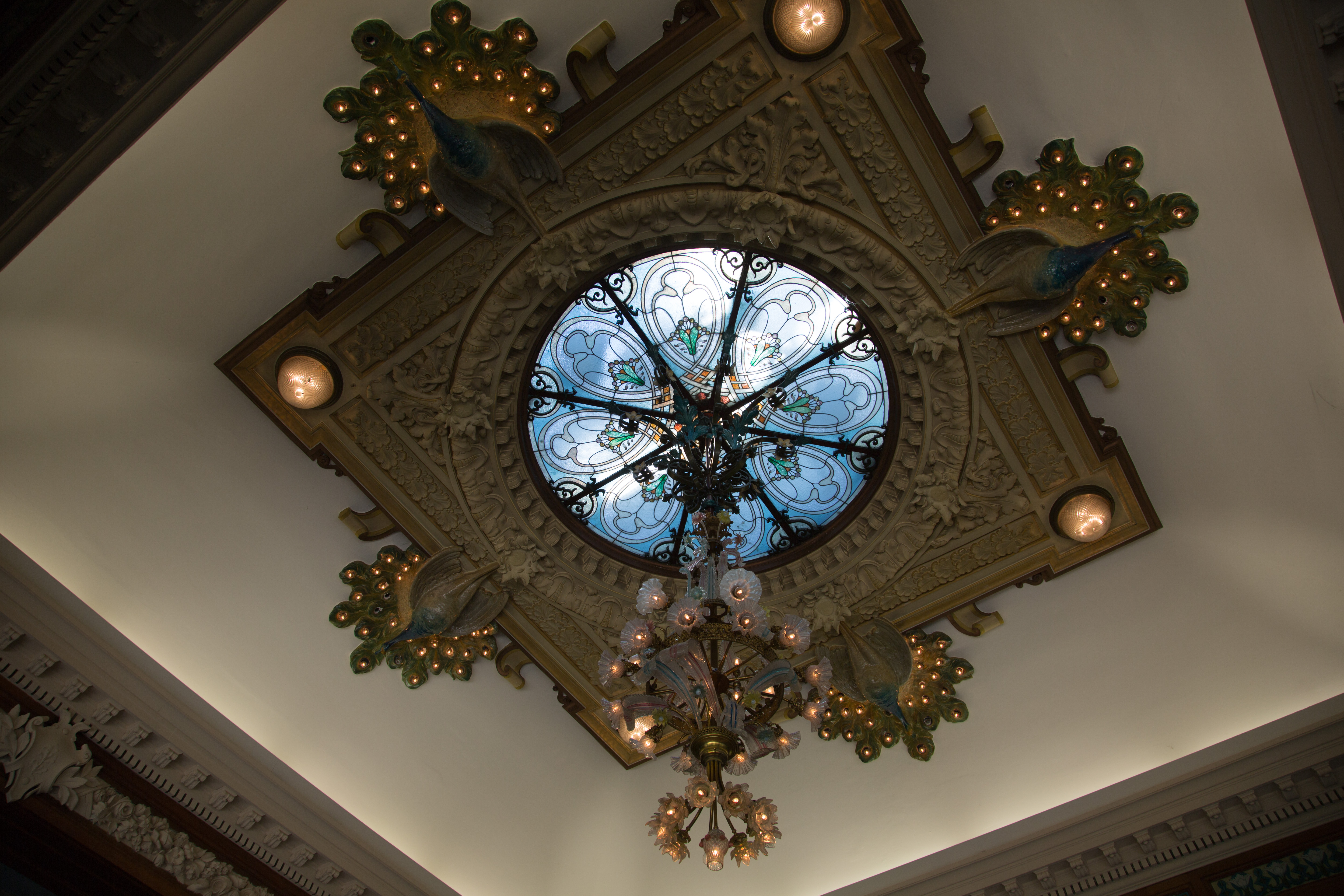